# Sakura Spirit
『Sakura Spirit』（サクラスピリット）はWinged Cloudが開発し、Sekai Projectが販売しているビジュアルノベルである。SteamとMangaGamerより、2014年7月9日から販売開始された。日本国外で開発された数少ないビジュアルノベルの一つであり、英語圏の人をターゲットにしている。Sekai Projectが販売した中で、英訳ではなく英語が原語である最初のビジュアルノベルでもある。
このゲームは、アニメ風の絵とともに画面上の文章を読んでいくビジュアルノベルであるが、一般的なビジュアルノベルと異なり、（終盤の一つを除いて）プレイヤーの意思を反映するための選択肢を一切出さない。

## ストーリー
Sakura Spiritは、日本を代表する柔道選手になりたい17歳の少年、Gushiken Takahiroの物語である。十分に技術を身に着けたころには、日本代表を決める大会の数週間前になっていた。緊張をほぐすため、Takahiroは友人たちのアドバイスに従って、精霊の力が宿るとされる森の中に隠れた神社を見つける。試合で良い結果が出せるように祈ると、精霊が現れ、戦士として重要な役割を持っていると告げられ、別に世界に送られる。そこで狐娘に会う。Takahiroは精霊が住む中世日本にタイムスリップしたと気づく。
Takahiroは、抗争の結果として狐娘は人間から信用されていないことを知る。このゲームは、人間と精霊の懸け橋として過ごしながら、元の世界に戻す方法を探すことに話の終点を置いている。

## 評価
Sakura Spiritに対しては賛否両論である。Hardcore GamerのBradly Stormは、Sakura Spiritについて、「Sakura Spiritの問題点はニッチなことではない。（中略）ストーリーの深さやキャラクターの魅力が弱いが、ユーモアが良く効いている。流れを伴わないコメディは、一連の物語というよりは、ジョークの行列のようである。この手のジャンルをよく知っている人には印象的で、見た目という意味ではよい。正直、これより優れたビジュアルノベルは普通にある。」と論じている。
Capsule ComputersのCravis Brunoは肯定的に評しており、「Sakura Spiritは短いが楽しく、王道ストーリーのおかげで、プレイヤーは魅力あるキャラクターなどその他の部分に集中できる。豊富なユーモアや、意味深長な文章もあり、Sakura Spiritは愉快なビジュアルノベルという意味で、マイナスな部分は少ない。」として、10点中7点としている。絵と音楽は高く評価しているが、スペルミスが見当たることと、プレイヤーがストーリーに介入できないのことを問題としている。Niche GamerのChris Gollmerも肯定的であり、「紙の上では表現しきれない、ビジュアルノベルの潜在能力を生かしている。このゲームのセーリングポイントは、$9.99という価格であるが、これは絵に対しての値段ともいえる。」としたが、ストーリーの不安定さ、スペルミスを問題点とし、10点中7点を最終的につけている。
Technology TellのJerimiah Muellerは否定的であり、ストーリーや絵、ゲームプレイの問題点について、「でたらめに交錯しているファンタジーの塊を、「ベイウォッチ」のキャストがコスプレして演じている。（中略）完全な失敗としか言えない。」とし、「F」と評価した。
DestructoidのBrittany Vincentは、未熟なストーリーと、方向性の無さを批評し、「見た目はよいが、それだけで他の価値はない。」として、10点中3点としている。
4Gamer.netのgingerは、「イベントシーンの絵は日本人好みのものがほとんどで質の高いものが多いが、メインストーリーの展開が雑すぎるうえ、選択肢が全編を通じて1つしかないのが残念である。物語は含みを持たせた終わり方をしているので、もし続編を出すならストーリーにももう少し力を入れてほしかった」と評し、「日本語版の発売を待つ価値があるかは微妙なところなので、ストーリーについては考えず、海外製の萌えイラスト集として英語版を楽しむのもありかもしれない。」としめくくった。